# José Domingo Ocampos (Paraguay)

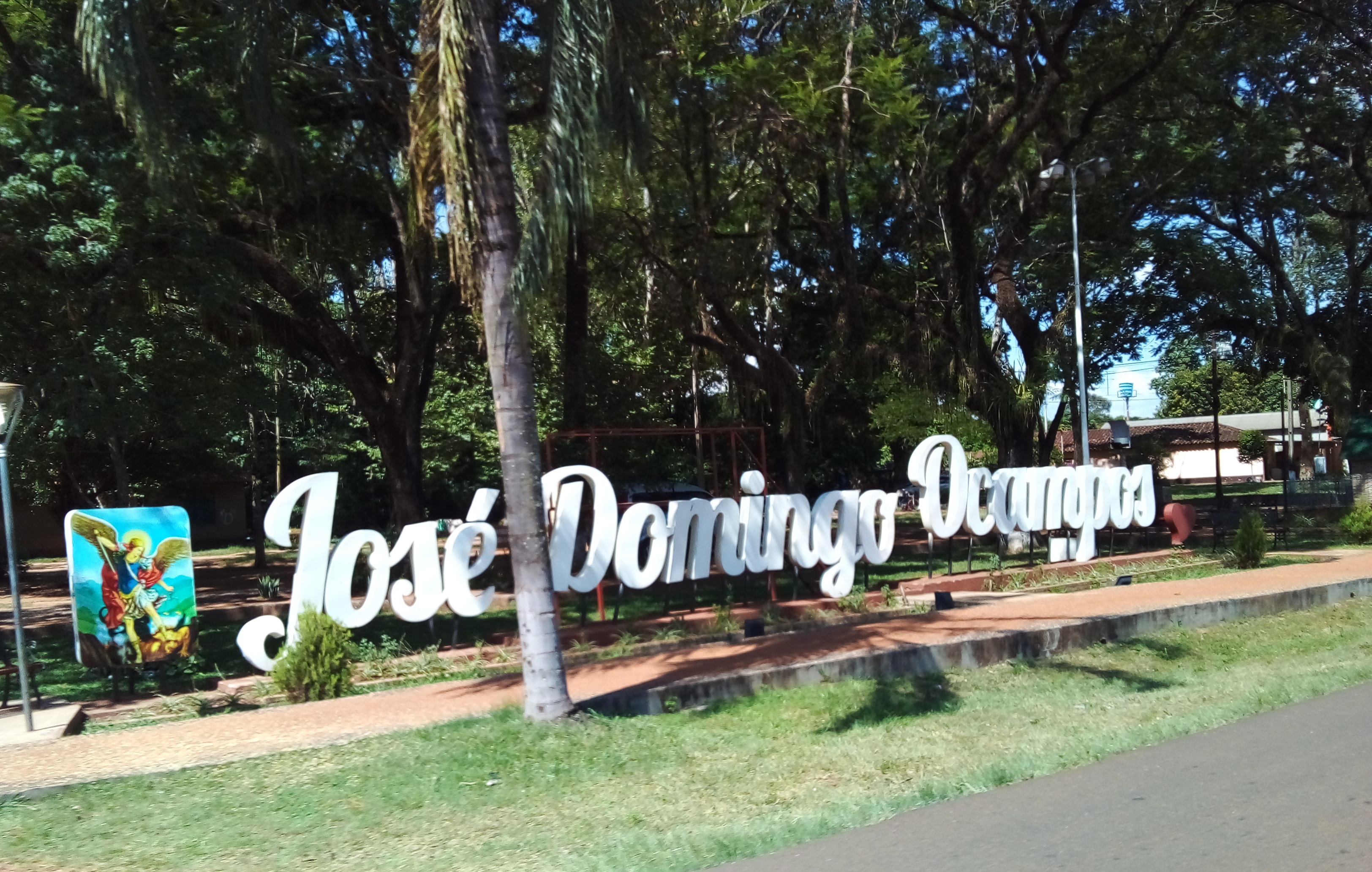
Plaza José Domingo Ocampos, ubicada al costado de la ruta PY02.

José Domingo Ocampos (también conocido como Cooperadora) es una ciudad del Departamento de Caaguazú, Paraguay. Está localizada a 242 km de la capital del país, a 97 km de Coronel Oviedo capital del departamento y a 85 km de Ciudad del Este, sobre la Ruta PY 02 (Paraguay)

## Historia
La localidad debe su nombre a un emprendedor guaireño, José Domingo Ocampos (1885-1993), quien adquirió estas tierras en 1950, para la explotación maderera.
Tiempo después, la empresa fundada por sus descendientes llamada José Domingo Ocampos S.A. (1964) procedió a lotear estas tierras debido a la alta demanda y por su cercanía a la rica zona del Alto Paraná y el Brasil. 

## Geografía
José Domingo Ocampos está situado a 242 km de la ciudad capital del país, sobre la Ruta PY 02 “Mcal. Jose Felix Estigarribia". Tiene una superficie de 164,2km².

### Clima
La temperatura media es de 22 °C, la mínima de 0 °C y la máxima de 40 °C. El clima es templado con precipitaciones abundantes. En los últimos años, la temperatura general ha subido en la zona dado el creciente nivel de deforestación.

## Transporte
Situada a 242 km de la ciudad de Asunción, sobre la ruta PY 02 “Mcal. Jose Felix Estigarribia” goza de un gran número de transportes públicos para el acceso, pues todos los buses que viajen de Asunción a Ciudad del Este deben cruzar inevitablemente por esta localidad. También existen líneas que recorren tramos más cortos hasta la ciudad, ciudades vecinas y Ciudad del Este.